# Zapluty karzeł reakcji
Zapluty karzeł reakcji – propagandowe i pogardliwe określenie używane w okresie Polski Ludowej wobec żołnierzy Armii Krajowej, związane z plakatem Włodzimierza Zakrzewskiego zatytułowanym Olbrzym i zapluty karzeł reakcji, wydrukowanym w Łodzi w lutym 1945 r. przez Oddział Propagandy Głównego Zarządu Polityczno-Wychowawczego Wojska Polskiego. Plakat przedstawiał biegnącego z bronią gotową do strzału żołnierza ludowego Wojska Polskiego i opluwającego go karłowatego człowieczka z zawieszoną na szyi tabliczką z napisem „AK”. Plakat był też znany pod nazwą AK – zapluty karzeł reakcji, stanowiąc element kampanii propagandowej skierowanej przez władze komunistyczne przeciw Polskiemu Państwu Podziemnemu. Plakat przestano rozpowszechniać latem 1945 r., po utworzeniu Tymczasowego Rządu Jedności Narodowej.
Do określenia nawiązuje tytuł książki żołnierza Armii Krajowej Piotra Woźniaka Zapluty karzeł reakcji: wspomnienia AK-owca z więzień w PRL, wydanej w Londynie w 1980 r.

## Odniesienia historyczne
Znany jest fakt użycia przez Józefa Piłsudskiego określenia zapluty karzeł wobec Narodowej Demokracji. W czasie przemówienia 3 lipca 1923 w hotelu „Bristol” w Warszawie powiedział: 

[...] zapluty karzeł na krzywych nóżkach, wypluwający swą brudną duszę, opluwający mnie zewsząd [...], śledzący moje kroki, robiący małpie grymasy, przekształcający każdą myśl odwrotnie; ten potworny karzeł pełzał za mną jak nieodłączny duch [...], krzyczący frazesy, wykrzywiający potworną gębę, wymyślający jakieś niesłychane historie; ten karzeł był moim nieodstępnym druhem, nieodstępnym towarzyszem doli i niedoli, szczęścia i nieszczęścia, zwycięstwa i klęski.

Stanisław Mackiewicz stwierdził, że Piłsudski używając tego określenia „mścił się w ten sposób na Stanisławie Strońskim, który istotnie był gruby i mały”.